# 哈滕奧爾巴赫河
47°31′37″N 9°01′59″E / 47.52684°N 9.03315°E

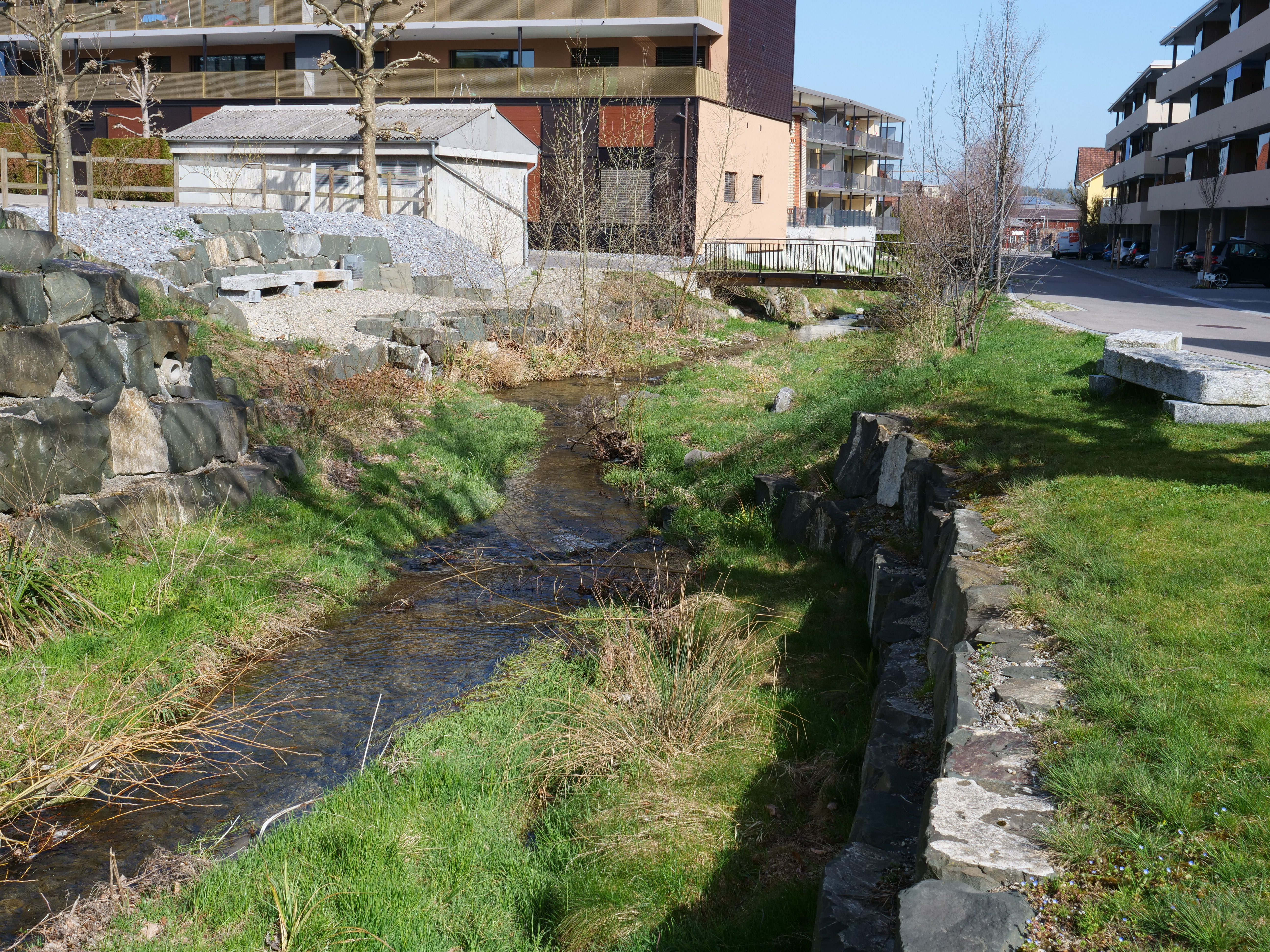

哈滕奧爾巴赫河是瑞士的河流，位於該國東北部，流經圖爾高州，屬於勞赫河的左支流，河道全長7.8公里，流域面積7.3平方公里，河口處在阿費爾特朗根附近。